# جيفري نوردينج
جيفري نوردينج (بالإنجليزية: Jeffrey Nordling)‏ هو ممثل أمريكي، ولد في 11 مارس 1962 في الولايات المتحدة.

## أعمال

### أفلام
- (1988) الفتاة العاملة[3]
- (1994) كويز شو
- (1999) قراصنة وادي السيليكون
- (2008)  الخلاص
- (2010)  الإرث
- (2016) سولي[4]

### مسلسلات
- أكاذيب كبيرة صغيرة
- ربات بيوت يائسات
- رجال ماد
- كاسل
- هاواي فايف أو

## وصلات خارجية
- جيفري نوردينج على موقع IMDb (الإنجليزية)
- جيفري نوردينج على موقع ألو سيني (الفرنسية)
- جيفري نوردينج على موقع أول موفي (الإنجليزية)
- جيفري نوردينج على موقع قاعدة بيانات الأفلام السويدية (السويدية)
- جيفري نوردينج على موقع إن إن دي بي (الإنجليزية)
- جيفري نوردينج على موقع قاعدة بيانات الفيلم (الإنجليزية)
- جيفري نوردينج على موقع كينوبويسك (الروسية)